# Reserva de Plantas Nativas de Glenbrook
La Reserva de Plantas Nativas de Glenbrook (inglés: Glenbrook Native Plant Reserve) es un jardín botánico y arboreto de 2 hectáreas de extensión, próximo a Glenbrook, Nueva Gales del Sur, Australia. 
El código de reconocimiento internacional de "Glenbrook Native Plant Reserve" como miembro del "Botanic Gardens Conservation Internacional" (BGCI), así como las siglas de su herbario es GLENB.

## Localización e información
El jardín botánico se ubica al 
Glenbrook Native Plant Reserve c/o SGAP Blue Mountains Group, PO Box 23, Glenbrook, NSW 2773, Australia.
Planos y vistas satelitales.33°45′51.48″S 150°37′18.84″E / -33.7643000, 150.6219000
Este jardín botánico está abierto todos los días del año.

## Historia
Este pequeño jardín botánico y arboreto está dedicado a la preservación de la flora amenazada de las Blue Mountains.
Está administrado por la "Blue Mountains Branch" del Australian Plants Society.

## Colecciones
Las colecciones vivas en el jardín botánico son al 100 % de especímenes de flora australiana.
Las plantas son las de las "Blue Mountains" y no solo las del área de Glenbrook, incluyendo Baeckea, Banksia, Daviesia, Dillwynia, Eriostemon, Eucalyptus, Lambertia, Melaleuca, Persoonia, Pterostyl.
Además hay un pequeño jardín paisajista, un pequeño vivero y aula de educación. 
Por los senderos que lo atraviesan se pueden observar el amplio número de especies representadas. 

## Imágenes de la flora

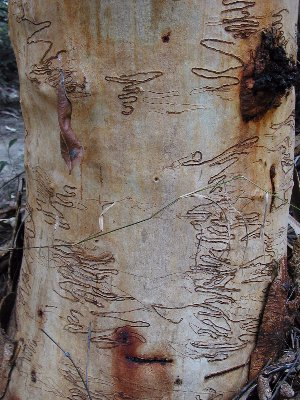
Tronco del "Scribbly Gum" (Eucalyptus haemastoma)
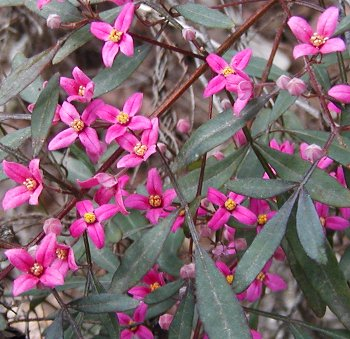
Boronia fraseri
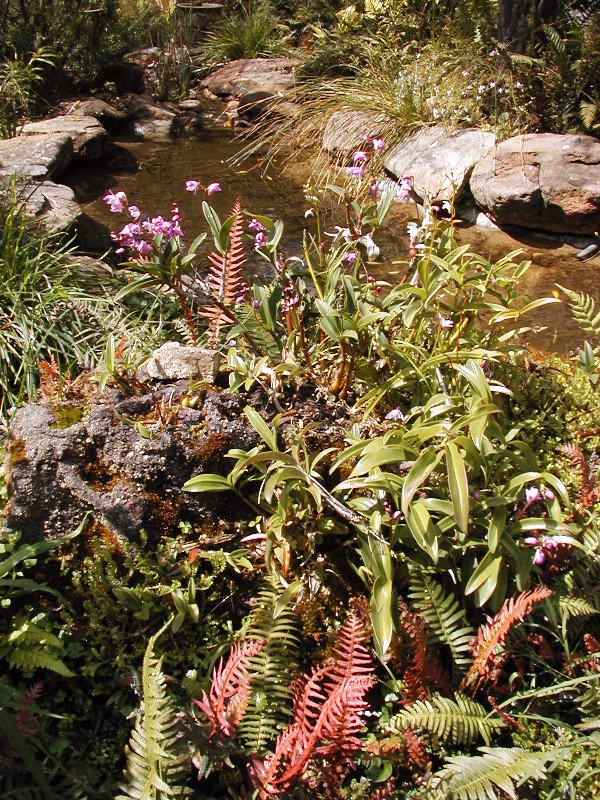
Helechos de Rasp Ferns y Dendrobium kingianum alrededor del estanque de la Reserva